# Sierra del Tontal
Sierra del Tontal är en bergskedja i Argentina.   Den ligger i provinsen San Juan, i den centrala delen av landet, 1 100 km väster om huvudstaden Buenos Aires.
Sierra del Tontal sträcker sig 33 km i nord-sydlig riktning. Den högsta toppen är Cerro Pircas, 4 333 meter över havet.
Topografiskt ingår följande toppar i Sierra del Tontal:
- Cerro Escarchado
- Cerro Pircas

Omgivningarna runt Sierra del Tontal är i huvudsak ett öppet busklandskap. Trakten runt Sierra del Tontal är nära nog obefolkad, med mindre än två invånare per kvadratkilometer.